# Symmoriida
Symmoriida са изчезнал разред хрущялни риби, чиито открити фосили в морските седименти се отнасят към горната част на палеозоя.
Рибите са подобно на Cladoselache. Тъй като при Symmoriida липсва аналната перка опашката му се разклонява и външно е симетрична. Гръдните перки са разширени и раздвоени. За разлика от Cladoselachе имат само една гръбна перка, която е над тазовите ребра и нямат развити шипове.
Групирани са в три семейства и десет рода:

## Класификация
Разред Symmoriida
- Семейство †Symmoriidae
  - Род †Cobelodus
  - Род †Denaea
  - Род †Symmorium
- Семейство †Falcatidae
  - Род †Democles
  - Род †Falcatus
- Семейство †Stethacanthidae
  - Род †Akmonistion
  - Род †Bethacanthulus
  - Род †Orestiacanthus
  - Род †Stethacanthulus
  - Род †Stethacanthus
    - Вид †Stethacanthus altonensis
    - Вид †Stethacanthus productus
    - Вид †Stethacanthus praecursor
    - Вид †Stethacanthus mirabilis
    - Вид †Stethacanthus resistens
    - Вид †Stethacanthus thomasi